# Carmen (Cebu)
Carmen ist eine philippinische Stadtgemeinde in der Provinz Cebu. Sie hat 51.325 Einwohner (Zensus 1. August 2015).

## Baranggays
Carmen ist politisch in 21 Baranggays unterteilt.
| - Baring - Cantipay - Cantumog - Cantucong - Caurasan - Corte - Dawis Norte - Dawis Sur - Cogon East - Hagnaya - Ipil | - Lanipga - Liboron - Lower Natimao-an - Luyang - Poblacion - Puente - Sac-on - Triumfo - Upper Natimao-an - Cogon West |

## Weblinks

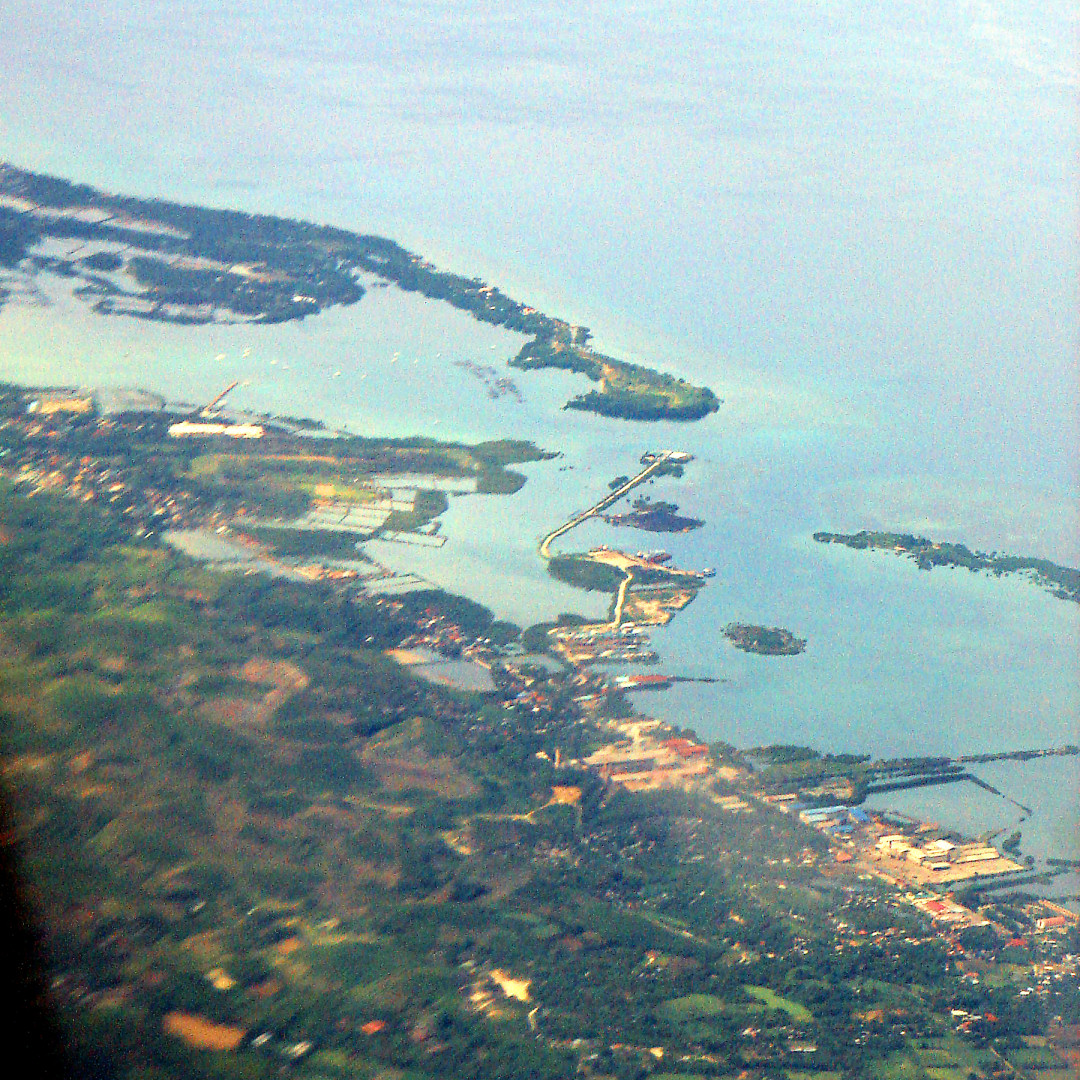